# 瓦利·琼斯
沃尔特·“瓦利”·琼斯（英語：Walter "Wali" Jones，1942年2月14日—），美国NBA联盟前职业篮球运动员。他在1964年的NBA选秀中第3轮第28顺位被底特律活塞选中。